# باشگاه فوتبال امید استقلال تهران
باشگاه فوتبال امید استقلال تهران تیم امید یا زیر ۲۳ ساله‌های باشگاه فوتبال استقلال تهران است که هم‌اکنون در رده امیدهای لیگ برتر استان تهران بازی می‌کند.
در دهه هفتاد و اوايل دهه هشتاد و نود امید استقلال بهترین بازیکنان فوتبال ایران را در خود پرورش داد. از جمله شاخص ترین بازیکنان رده های پایه باشگاه استقلال می توان به محمد صادق بارانی، مرتضی تبریزی، اميرحسين صادقي، وحيد طالبلو، خسرو حیدری، مجتبی جباری، آندرانیک تیموریان، یعقوب کریمی،  شایان مصلح، محمد انصاری، امید نورافکن، سید مجید حسینی، محسن کریمی، پیروز قربانی، سید حسین حسینی، عظیم گوک، صادق ورمزیار، شاهرخ بیانی ، اصغر حاجیلو ، آرشا شکوری و سعید بیگی و غیره اشاره کرد.
در مسابقات لیگ برتر امیدها ۱۴٠۱ تهران ، تیم فوتبال امیدهای استقلال با سرمربیگری آرش برهانی موفق شد با پیروزی برابر سایپا ، در فاصله ۲ هفته مانده به پایان رقابت‌ها ، عنوان قهرمانی را با اقتدار از آن خود کند.

## پرسنل

### کادرفنی
| کادر فنی کنونی باشگاه استقلال تهران | کادر فنی کنونی باشگاه استقلال تهران |
| سمت                                 | نام                                 |
| ----------------------------------- | ----------------------------------- |
| سرمربی                              | خسرو حیدری                          |
| دستیار                              | ادموند یونان‌پور                     |
| دستیار                              | روزبه شفیعی                         |
| دستیار                              | رضا نورمحمد                         |
| مربی دروازه‌بان‌ها                    | فرید سیفی                           |
| مربی بدنساز                         | محمد کاظم‌زاده                       |
| سرپرست تیم                          | محسن گروسی                          |

## افتخارات
- لیگ برتر امید استان تهران
  - قهرمان: ۱۳۹۷[۲]
  - قهرمان: ۱۳۹۹
  - قهرمان: ۱۴٠۱[۳]